# Mychonia tepida
Mychonia tepida är en fjärilsart som beskrevs av Paul Dognin 1900. Mychonia tepida ingår i släktet Mychonia och familjen mätare. Inga underarter finns listade i Catalogue of Life.